# Arrenurus kincaidi
Arrenurus kincaidi är en kvalsterart som beskrevs av Lavers 1945. Arrenurus kincaidi ingår i släktet Arrenurus och familjen Arrenuridae. Inga underarter finns listade i Catalogue of Life.